# Latinica
 Ovo je glavno značenje pojma Latinica. Za TV emisiju pogledajte Latinica (emisija).
Latinica je naziv za pismo (latinično pismo) kojim su se služili stari Rimljani i pisma izvedena iz njega. Latinica postoji u nekoliko verzija, koje imaju između 20-40 slova, koja mogu biti kurentna (mala) i verzalna (velika). Velika slova se redovno koriste na početku rečenice i nekih riječi (ovisno o verziji latinice), kao i u kraticama. Smjer pisanja je slijeva nadesno.

### Hrvatska latinica
Hrvatska latinica se sastoji od 30 slova, od kojih su 3 digrafa (Dž, Lj, Nj). Hrvatska latinica je doživjela mnoge promjene kroz stoljeća, a u sadašnjem obliku se ustalila na početku 20. stoljeća. Napravljena je na temelju češke inačice latinice.
| Velika slova | Velika slova | Velika slova | Velika slova | Velika slova | Velika slova | Velika slova | Velika slova | Velika slova | Velika slova | Velika slova | Velika slova | Velika slova | Velika slova | Velika slova |
| ------------ | ------------ | ------------ | ------------ | ------------ | ------------ | ------------ | ------------ | ------------ | ------------ | ------------ | ------------ | ------------ | ------------ | ------------ |
| A            | B            | C            | Č            | Ć            | D            | Dž           | Đ            | E            | F            | G            | H            | I            | J            | K            |
| L            | Lj           | M            | N            | Nj           | O            | P            | R            | S            | Š            | T            | U            | V            | Z            | Ž            |
| Mala slova   |              |              |              |              |              |              |              |              |              |              |              |              |              |              |
| a            | b            | c            | č            | ć            | d            | dž           | đ            | e            | f            | g            | h            | i            | j            | k            |
| l            | lj           | m            | n            | nj           | o            | p            | r            | s            | š            | t            | u            | v            | z            | ž            |

### Engleska latinica
| Velika slova | Velika slova | Velika slova | Velika slova | Velika slova | Velika slova | Velika slova | Velika slova | Velika slova | Velika slova | Velika slova | Velika slova | Velika slova |
| ------------ | ------------ | ------------ | ------------ | ------------ | ------------ | ------------ | ------------ | ------------ | ------------ | ------------ | ------------ | ------------ |
| A            | B            | C            | D            | E            | F            | G            | H            | I            | J            | K            | L            | M            |
| N            | O            | P            | Q            | R            | S            | T            | U            | V            | W            | X            | Y            | Z            |
| Mala slova   |              |              |              |              |              |              |              |              |              |              |              |              |
| a            | b            | c            | d            | e            | f            | g            | h            | i            | j            | k            | l            | m            |
| n            | o            | p            | q            | r            | s            | t            | u            | v            | w            | x            | y            | z            |

## Razvoj pisma
Latinica je jedna od tekovina koje je moderni svijet naslijedio od Rimljana. To je najprije bio naziv za pismo Rimljana. Latinski se alfabet razvio iz grčkoga, a grčki iz feničkog. Prilagodivši grčke znakove glasovnim potrebama svog jezika, latinski je alfabet u početku imao 21 slovo:
U antici se pisalo samo velikim slovima a mala su se razvila iz njih pojednostavljivanjem pri brzu pisanju. Znakom V bilježili su Rimljani vokal u i konsonant v, a znakom I i vokal i i konsonant j. U I. st. pr. Kr., kad su se Rimljani bliže upoznali s grčkom kulturom, uvedena su grčka slova Y (ipsilon) i Z da bi se točnije pisale mnoge grčke riječi koje su bile u upotrebi. Tako je konačan broj slova do kraja Rimskog Carstva iznosio 23. Kako danas glasove u i v bilježimo svaki posebnim slovom - U i V, latinski alfabet ima sad 24 slova.
Mnogi moderni jezici preuzeli su latinicu kao svoje pismo, prilagođavajući pojedina slova vlastitom govornom sustavu. Tako su nastala slova j i w, a u našem jeziku, na primjer č, ć, š, ž, đ. Danas se latinicom, osim velikog broja naroda u Europi, Americi, Aziji, Africi i Australiji, služe sve više, zbog lakšeg sporazumijevanja, i oni narodi koji imaju vlastita drevna pisma: Kinezi, Japanci, Indijci itd.